# Charles Precourt
Charles Joseph Precourt est un astronaute américain né le 29 juin 1955.

## Vols réalisés
- Columbia STS-55, lancée le 26 avril 1993 : mission Spacelab D-2 mission.
- Atlantis STS-71, lancée le 27 juin 1995, fut le premier amarrage d'une navette américaine avec la station russe Mir.
- Atlantis STS-84, lancée le 5 mai 1997, fut la sixième mission d'une navette américaine vers la station russe Mir.
- Discovery STS-91, lancée le 2 juin 1998, fut la neuvième et dernière mission d'une navette américaine vers la station russe Mir.